# Sydney Lassick
Sydney Lassick (Chicago, 23 juli 1922 - Los Angeles, 12 april 2003) was een Amerikaans acteur. Hij was bekend om zijn rol als Charlie Cheswick in de film One Flew Over the Cuckoo's Nest. Hij overleed op 12 april 2003 op 80-jarige leeftijd aan de gevolgen van diabetes.

## Filmografie
- The Bonnie Parker Story (1958)
- Al Capone (1959)
- Paratroop Command (1959)
- Sinderella and the Golden Bra (1964)
- One Flew Over the Cuckoo's Nest (1975)
- Carrie (1976)
- The Billion Dollar Hobo (1977)
- The Happy Hooker Goes to Washington (1977)
- Bunco (1977)
- China 9, Liberty 37 (1978)
- 1941 (1979)
- Skatetown, U.S.A. (1979)
- Hot Stuff (1979)
- The Cracker Factory (1979)
- Father Damien: The Leper Priest (1980)
- The Unseen (1980)
- Alligator (1980)
- History of the World, Part I (1981)
- Joe Dancer: The Big Trade (1981)
- Fast-Walking (1982)
- Partners (1982)
- Pandemonium (1982)
- Forty Days of Musa Dagh (1982)
- Murder 1, Dancer 0 (1983)
- Night Patrol (1984)
- Silent Madness (1984)
- Monaco Forever (1984)
- Stitches (1985)
- Body Slam (1986)
- Ratboy (1986)
- The Further Adventures of Tennessee Buck (1988)
- Lady in White (1988)
- Out on Bail (1989)
- Tale of Two Sisters (1989)
- Sonny Boy (1989)
- The Bite (1989)
- Smoothtalker (1990)
- Pacific Palisades (1990)
- I Wishful Thinking (1990)
- Cool as Ice (1991)
- Shakes the Clown (1991)
- Don't Tell Mom the Babysitter's Dead (1991)
- Committed (1991)
- The Art of Dying (1991)
- Tom and Jerry: The Movie (1992)
- Miracle Beach (1992)
- Deep Cover (1992)
- Judgement (1992)
- Sister Act 2: Back in the Habit (1993)
- Eye of the Stranger (1993)
- Attack of the 5 Ft. 2 Women (1994)
- Future Shock (1994)
- Johns (1996)
- Squanderers (1996)
- Freeway (1996)
- An American Vampire Story (1997)
- Man on the Moon (1999)
- Vice (2000)
- Something to Sing About (2000)

## Televisieseries
- Whirlybirds (1958)
- Bridget Loves Bernie (1972)
- Family (1976)
- Serpico (1976)
- Tabitha (1977)
- Baretta (1977)
- Eight Is Enough (1977)
- Man from Atlantis (1977)
- Delvecchio (1977)
- Barney Miller (1978 en 1980)
- Greatest Heroes of the Bible (1978)
- Kaz (1978)
- Hawaii Five-O (1978)
- Archie Bunker's Place (1981)
- Matt Houston (1983)
- Simon & Simon (1983)
- Gloria (1983)
- The New Mike Hammer (1984-1986)
- Night Court (1984)
- Amazing Stories (1985)
- Moonlighting (1986)
- Knots Landing (1989)
- Adam 12 (1990)
- Gabriel's Fire (1991)
- On the Air (1992)
- Dream On (1994)
- The X-Files (1997)